# Sakari Tuomioja
Sakari Severi Tuomioja (29 de agosto de 1911–9 de septiembre de 1964) fue un político y diplomático finlandés. Tuomioja
fue primer ministro de Finlandia de 1953 a 1954 y ministro en varias ocasiones. De 1944 a 1955 ejerció cómo gobernador
del Banco de Finlandia. En 1956 fue candidato presidencial. 
| Predecesor: Urho Kekkonen | Primer ministro de Finlandia 1953 - 1954 | Sucesor: Ralf Törngren |

- Datos: Q728501
- Multimedia: Sakari Tuomioja / Q728501